# Vicent Franch
 (avril 2024).
Si vous disposez d'ouvrages ou d'articles de référence ou si vous connaissez des sites web de qualité traitant du thème abordé ici, merci de compléter l'article en donnant les références utiles à sa vérifiabilité et en les liant à la section « Notes et références ».
Vicent Franch i Ferrer, né en 1949 à Borriana, est un juriste, politologue, journaliste et écrivain valencien. 

## Carrière professionnelle
Professeur de Droit Constitutionnel et Science Politique et de l'Administration de l'Université de Valence, Il fut magistrat de la Salle du Contentieux Administratif de la Cour Supérieure de Justice de la Communauté Valencienne (où il travailla depuis 1990 jusqu'en 1995).
Il a été Directeur du Centre de Documentation Électorale de la Communauté Valencienne et depuis quelques années il est Directeur de la collection ‘Estudi General-Textos Valencians' de l'Institution Alfons el Magnànim de la députation de Valence, qui a pour but la récupération de tous les livres importants des apports valenciens au débat social et à la pensée depuis Arnaud de Villeneuve jusqu'à nos jours.
Il a été pendant différentes périodes Directeur du Département de Droit Constitutionnel et Science politique et de l'Administration de l'Université de Valence. Aujourd'hui il est le Directeur de la revue Tractat de l'Aigua (Revue Valencienne Interdisciplinaire de l'Eau).

## Autres postes et activités
Pendant la transition il fut Président premier et Syndic Majeur, après, de l'Agrupació Borrianenca de Cultura (Association de Culture de Borriana). Il a été Maire du petit village d'Aín, dans la province de Castelló entre 1999 et 2003. Pendant ces années, Vicent Franch a pris part aussi à de nombreux discours, colloques, conférences et rapports, de même qu'à de nombreux cours, journées et séminaires. 
Actif dans le valencianisme et auteur de diverses contributions théoriques depuis la transition démocratique, il est l'un des pionniers et promoteurs de la dénommée « troisième voie valencienne ». 

## Œuvre

### Droit
Vicent Franch est l'auteur d'une douzaine de livres et de presque une centaine d'articles spécialisés sur l'histoire politique valencienne, le Droit Autonomique, Droits Linguistiques et Théorie et Pratique Politique. Il a fait plusieurs études et rapports sur des problèmes actuels de l'autonomie valencienne et il est rédacteur d'un rapport détaillé sur la modification du système électoral du Sénat espagnol, qui fut commandé par le Sénat même en 1997.
Il fut le rédacteur, avec d'autres professeurs universitaires, du Statut de Morella (1979). C'est un document qui a été utilisé pour rédiger les projets de Statut d'Autonomie valenciens des partis politiques pendant la transition. Il a aussi coordonné et publié plusieurs travaux sur les élections et les habitudes politiques des Valenciens, et il est l'auteur d'un ensemble de propositions pour la réforme du Statut d'Autonomie de la Communauté valencienne (2005), et aussi sur des droits linguistiques.
Sans être exhaustif on peut citer les travaux suivants :
- Volem l'Estatut! Una Autonomia possible per al País Valencià (ca) (travail collectif) (1977).
- El nacionalisme agrarista valencià (1918-1923) (ca) (1981).
- El blasquisme: Reorganització i conflictes polítics (1928-1936) (ca) (1984). Ce livre reçut le prix d'Essai Vicent Boix).
- Document 88 (ca) (travail collectif) (1989).
- Vicent Cañada Blanch (1900-1993): la voluntad de mecenazgo (2010) (es) (Longue biographie sur ce mécène de Borriana).
- El sentiment constitucional dels valencians (2003) (ca).
- Les eleccions autonòmiques i municipals del 25 de maig del 2003 a la Comunitat Valenciana (2005) (ca) (il est l'auteur et l'éditeur).

### Littérature
Comme écrivain de fictions -une de ses plus intimes passions-, il a publié plusieurs romans. Parmi les plus notables figurent : 
- La vetla d'En Pere Ruixes (ca) (Prix de Contes Malvarrosa 1978).
- La fuita d'En Quim Ortolà (ca) (1984).
- L'Enquesta (et autres contes) (ca) (Prix Pasqual Tirado de contes, 1984)[4].
- Estius a la Carta (1990) (ca).
- Palamarinar (1994) (ca) (livre demi-magique et demi-autobiographique).

Il fut le Directeur de la dernière époque de El Conte del Diumenge (Éditorial Prometeo) pendant les premières années de la décennie 1980. Parfois il a fait des critiques littéraires.

### Journalisme
Il est chroniqueur depuis 1976, et il a écrit aussi pour plusieurs journaux et revues: 
- Castellón Diario, Mediterráneo et Levante de Castelló, de la province de Castelló.
- Las Provincias, Diario de Valencia, Notícias al Día, Levante-EMV, Hoja del Lunes et El Temps de Valence.
- Hors du milieu valencien il a publié des articles dans ABC, Diario de Mallorca, Avui, Deia, La Vanguardia, et depuis 1995 jusqu'à 2008 il fut chroniqueur habituel de El País.

Actuellement il prépare la publication d'une série de livres de compilation de son œuvre journalistique. 